# Ujjas keltike
Az ujjas keltike (Corydalis solida) a boglárkavirágúak (Ranunculales) rendjébe és a mákfélék (Papaveraceae) családjába tartozó faj.

## Elterjedése, élőhelye
Európa, legészakibb területeit kivéve. Üde, főként gyertyán- és bükkelegyes erdőkben, ligeterdőkben tömegesen előforduló, tápanyagban gazdag, nedves talajt kedvelő évelő növény.

## Megjelenése
10–20 cm magas, az odvas keltikénél kisebb, gumós évelő, gumója nem odvasodik. Levelei hosszabb nyélen ülnek, kétszer hármasan osztottak, azaz a levélkék további három, hasadozott levélre tagoltak. Ujjasnak azért hívják, mert murvalevelei ujjasan behasadtak, tojásdadok. Lilásvörös, néha hófehér virágai 1,5–3 cm-esek, a felső szirmon hosszú sarkantyúval. Termése hosszúkás, 1,5–2,5 cm-es toktermés.

## Életmódja
Geofiton, azaz az erdő lombfakadása előtt virágzik, majd gyorsan termést érlel, és utána a felszínen már csak a vegetatív szervei látszanak, vagy azok is elpusztulnak, és a növény a föld alatti „raktározó képletbe” visszahúzódva várja a következő tavaszt. Mészkerülő erdőkben él. Élőhelyén legtöbbször csoportosan, néha tömegesen jelentkezik. Március-májusban virágzik.

## Képek

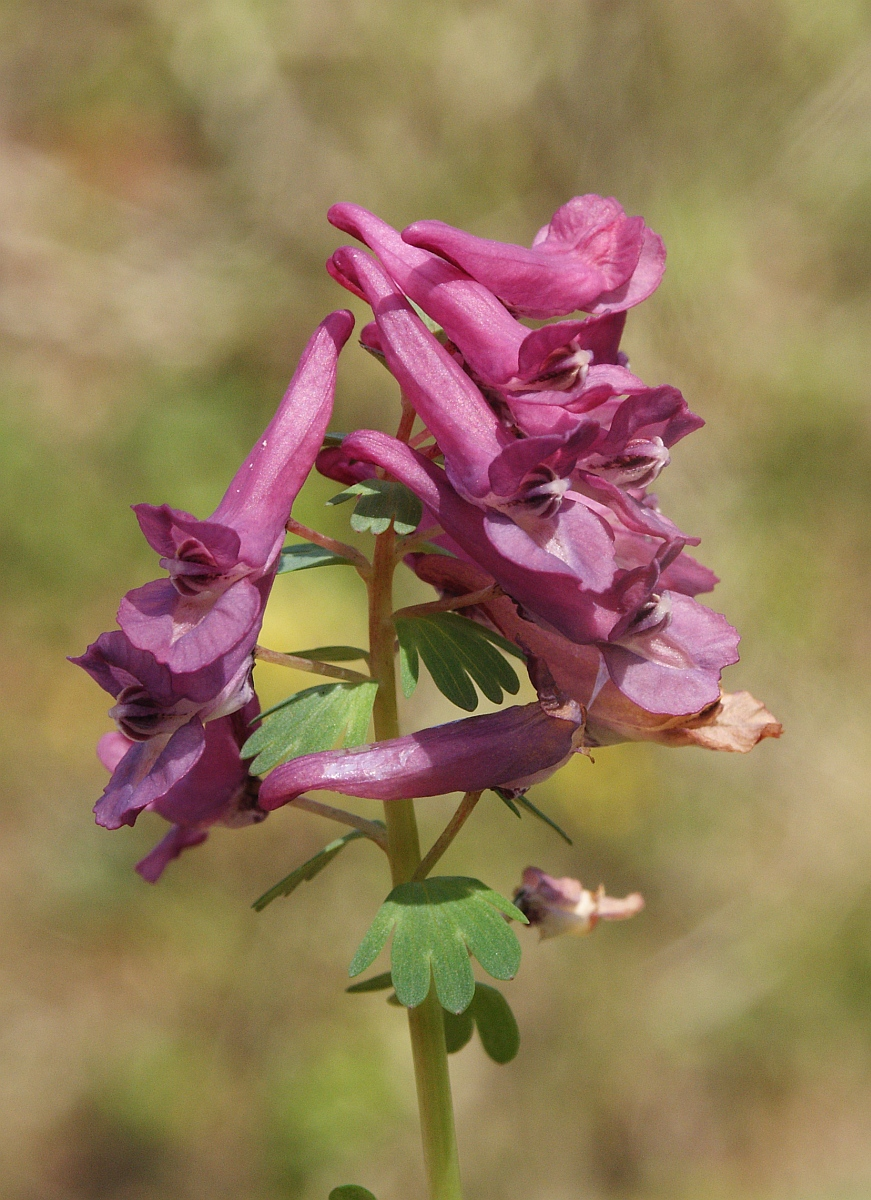
Az ujjasan hasadt murvalevelek az odvas keltikétől biztosan megkülönböztethetővé teszik.
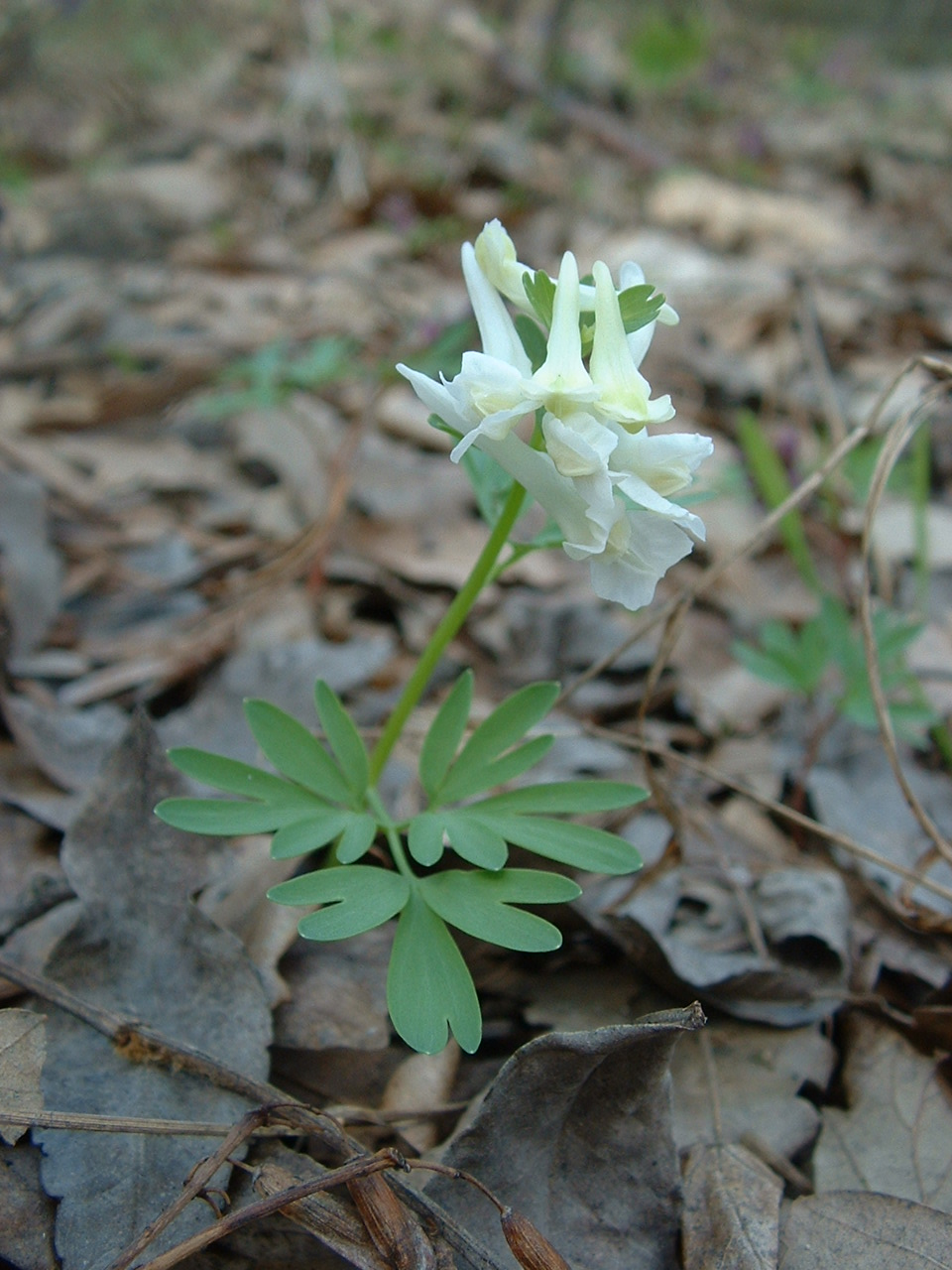
A ritkább fehér változat a Budai-hegyekből